# Fußball-Europameisterschaft 2016/Ukraine
Dieser Artikel behandelt die ukrainische Nationalmannschaft bei der Fußball-Europameisterschaft 2016 in Frankreich. Für die Ukraine war es die zweite Teilnahme. Nachdem die Ukraine 2012 als Co-Gastgeber automatisch qualifiziert war, konnte sie sich diesmal sportlich qualifizieren. Ukrainische Spieler waren aber von 1960 bis 1992 ein bedeutender Teil der Fußballnationalmannschaft der UdSSR bzw. GUS, die 1960 erster Europameister wurde und danach noch dreimal das Finale erreichte.

## Qualifikation

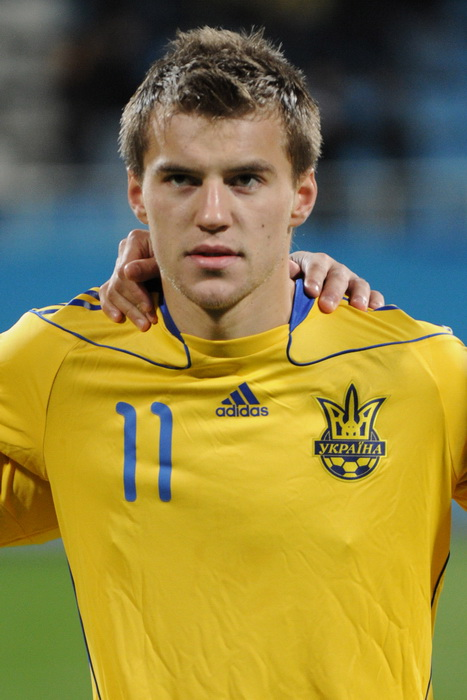
Andrij Jarmolenko, bester Torschütze der Ukraine

Die Ukraine absolvierte die Qualifikation zur Europameisterschaft in der Gruppe C und traf dabei u. a. auf Titelverteidiger Spanien. Insgesamt setzte Trainer Mychajlo Fomenko in den 10 Gruppen- und zwei Play-off-Spielen 29 Spieler ein, aber nur Andrij Jarmolenko, Andrij Pjatow und Wjatscheslaw Schewtschuk in allen zwölf Spielen. Bester Torschütze der Mannschaft war Andrij Jarmolenko mit insgesamt sechs Treffern. Nur zu fünf Einsätzen kam Rekordnationalspieler Anatolij Tymoschtschuk; im letzten Play-off-Spiel wurde er erst in der sechsten Minute der Nachspielzeit eingewechselt. Zu ihren ersten Länderspieleinsätzen kamen Serhij Sydortschuk beim Spiel gegen Belarus, der dann auch in der Nachspielzeit sein erstes Länderspieltor erzielte, Oleksandr Karawajew im vorletzten und Oleksandr Sintschenko im letzten Gruppenspiel.
In der FIFA-Weltrangliste fielen die Ukrainer von Platz 24 um fünf Plätze zurück.

### Spiele
Alle Resultate aus ukrainischer Sicht.
| Datum      | Spielort                                      | Gegner         | Ergebnis  | Torschützen |
| ---------- | --------------------------------------------- | -------------- | --------- | --- |
| 08.09.2014 | Olympiastadion, Kiew                          | Slowakei       | 0:1 (0:1) | 0:1 Róbert Mak (17.) |
| 09.10.2014 | Baryssau-Arena, Baryssau (BLR)                | Belarus        | 2:0 (0:0) | 1:0 Aljaksandr Martynowitsch (82./Eigentor), 2:0 Serhij Sydortschuk (90.+3′)                                                     |
| 12.10.2014 | Arena Lwiw, Lwiw                              | Nordmazedonien | 1:0 (1:0) | 1:0 Serhij Sydortschuk (45.+2′)                                                                                                  |
| 15.11.2014 | Josy-Barthel-Stadion, Luxemburg (Stadt) (LUX) | Luxemburg      | 3:0 (1:0) | 1:0, 2:0, 3:0 Andrij Jarmolenko (33., 53., 56.)                                                                                  |
| 27.03.2015 | Estadio Ramón Sánchez Pizjuán, Sevilla (ESP)  | Spanien        | 0:1 (0:1) | 0:1 Álvaro Morata (28.) |
| 14.06.2015 | Arena Lwiw, Lwiw                              | Luxemburg      | 3:0 (0:0) | 1:0 Artem Krawez (49.), 2:0 Denys Harmasch (57.), 3:0 Jewhen Konopljanka (86.)                                                   |
| 05.09.2015 | Arena Lwiw, Lwiw                              | Belarus        | 3:1 (3:0) | 1:0 Artem Krawez (7.), 2:0 Andrij Jarmolenko (30,), 3:0 Jewhen Konopljanka (40./Elfmeter), 3:1 Sjarhej Karnilenka (62./Elfmeter) |
| 08.09.2015 | Štadión pod Dubňom, Žilina (SVK)              | Slowakei       | 0:0       | |
| 09.10.2015 | Philip-II-Arena, Skopje (Mazedonien)          | Nordmazedonien | 2:0 (0:0) | 1:0 Jewhen Selesnjow (59./Elfmeter), 2:0 Artem Krawez (87.)                                                                      |
| 12.10.2015 | Olympiastadion, Kiew                          | Spanien        | 0:1 (0:1) | 0:1 Mario Gaspar (22.) |

### Tabelle
| Pl.                     | Land           | Sp. | S | U | N | Tore    | Diff. | Punkte |
| ----------------------- | -------------- | --- | - | - | - | ------- | ----- | ------ |
| 1.                      | Spanien        | 10  | 9 | 0 | 1 | 023:300 | +20   | 27     |
| 2.                      | Slowakei       | 10  | 7 | 1 | 2 | 017:800 | +9    | 22     |
| 3.                      | Ukraine        | 10  | 6 | 1 | 3 | 014:400 | +10   | 19     |
| 4.                      | Belarus        | 10  | 3 | 2 | 5 | 008:140 | −6    | 11     |
| 5.                      | Luxemburg      | 10  | 1 | 1 | 8 | 006:270 | −21   | 04     |
| 6.                      | Nordmazedonien | 10  | 1 | 1 | 8 | 006:180 | −12   | 04     |
| Stand: 12. Oktober 2015 |                |     |   |   |   |         |       |        |

Als einer der Gruppendritten musste die Ukraine dann in den Playoffs antreten und traf dabei wie schon in der Qualifikation für die EM 2000 auf Slowenien, konnte diesmal aber die Spiele für sich entscheiden.
| Datum      | Spielort                   | Gegner    | Ergebnis  | Torschützen                                             |
| ---------- | -------------------------- | --------- | --------- | ------------------------------------------------------- |
| 14.11.2015 | Arena Lwiw, Lwiw           | Slowenien | 2:0 (1:0) | 1:0 Andrij Jarmolenko (22.), 2:0 Jewhen Selesnjow (54.) |
| 17.11.2015 | Ljudski vrt, Maribor (SVN) | Slowenien | 1:1 (0:1) | 0:1 Boštjan Cesar (11.), 1:1 Andrij Jarmolenko (90.+7′) |

## Vorbereitung
Am 24. März 2016 wurde ein Spiel in Odessa gegen Zypern mit 1:0 gewonnen. Dabei wurden mit Mykyta Kamenjuka, Wiktor Kowalenko, Maksym Malyschew, Iwan Petrjak und Artem Putiwzew fünf Neulinge eingesetzt. Vier Tage später wurde in Kiew EM-Teilnehmer Wales ebenfalls mit 1:0 bezwungen. Vor der EM gewannen die Ukrainer am 29. Mai in Turin gegen EM-Teilnehmer Rumänien mit 4:3 und am 3. Juni in Bergamo gegen EM-Neuling Albanien mit 3:1.

## Kader
Der vorläufige Kader wurde am 19. Mai benannt und am 28. Mai um drei Spieler erweitert. Am 31. Mai 2016 wurde der endgültige Kader benannt. Die meisten Spieler (7) wurden von Pokalsieger Schachtar Donezk nominiert, gefolgt von fünf Spielern von Meister Dynamo Kiew.
| Trikot- Nr. | Name                     | Verein                    | Geburts- datum | Länderspiel- einsätze | Länderspiel- tore | Debüt    | Letzter Einsatz | Anzahl der Spiele | Tor      | Rote Karte | Gelb-Rote Karte | Gelbe Karte |          |
| Torhüter    | Torhüter                 | Torhüter                  | Torhüter       | Torhüter              | Torhüter          | Torhüter | Torhüter        | Torhüter          | Torhüter | Torhüter   | Torhüter        | Torhüter    | Torhüter |
| ----------- | ------------------------ | ------------------------- | -------------- | --------------------- | ----------------- | -------- | --------------- | ----------------- | -------- | ---------- | --------------- | ----------- | -------- |
| 1           | Denys Bojko              | Beşiktaş Istanbul (I (M)) | 29. Jan. 1988  | 4                     | 0                 | 2014     | 24. März 2016   |                   | 0        |            |                 |             |          |
| 12          | Andrij Pjatow            | Schachtar Donezk (I (P))  | 28. Juni 1984  | 65                    | 0                 | 2007     | 21. Juni 2016   | 3 (2012)          | 3        |            |                 |             |          |
| 23          | Mykyta Schewtschenko     | Sorja Luhansk (I)         | 26. Jan. 1993  | 0                     | 0                 |          |                 |                   | 0        |            |                 |             |          |
| Abwehr      |                          |                           |                |                       |                   |          |                 |                   |          |            |                 |             |          |
| 2           | Bohdan Butko             | Amkar Perm (I)            | 13. Jan. 1991  | 17                    | 0                 | 2011     | 21. Juni 2016   | 1 (2012)          | 1        |            |                 |             |          |
| 3           | Jewhen Chatscheridi      | Dynamo Kiew (I (M))       | 28. Juli 1987  | 43                    | 3                 | 2009     | 21. Juni 2016   | 3 (2012)          | 3        |            |                 |             |          |
| 17          | Artem Fedezkyj           | FK Dnipro (I)             | 26. Apr. 1985  | 50                    | 2                 | 2010     | 21. Juni 2016   |                   | 3        |            |                 |             |          |
| 5           | Oleksandr Kutscher       | Schachtar Donezk (I (P))  | 22. Okt. 1982  | 50                    | 9                 | 2006     | 21. Juni 2016   | 0 (2012)          | 1        |            |                 |             | 1        |
| 20          | Jaroslaw Rakyzkyj        | Schachtar Donezk (I (P))  | 3. Aug. 1989   | 41                    | 4                 | 2009     | 16. Juni 2016   | 1 (2012)          | 2        |            |                 |             |          |
| 13          | Wjatscheslaw Schewtschuk | Schachtar Donezk (I (P))  | 13. Mai 1979   | 55                    | 0                 | 2003     | 16. Juni 2016   | 0 (2012)          | 2        |            |                 |             |          |
| Mittelfeld  |                          |                           |                |                       |                   |          |                 |                   |          |            |                 |             |          |
| 19          | Denys Harmasch           | Dynamo Kiew (I (M))       | 19. Apr. 1990  | 27                    | 2                 | 2011     | 16. Juni 2016   | 1 (2012)          | 1        |            |                 |             |          |
| 7           | Andrij Jarmolenko        | Dynamo Kiew (I (M))       | 23. Okt. 1989  | 60                    | 25                | 2009     | 21. Juni 2016   | 3 (2012)          | 3        |            |                 |             |          |
| 22          | Oleksandr Karawajew      | Sorja Luhansk (I)         | 2. Juni 1992   | 3                     | 0                 | 2015     | 29. Mai 2016    |                   | 0        |            |                 |             |          |
| 10          | Jewhen Konopljanka       | FC Sevilla (I (E))        | 29. Sep. 1989  | 54                    | 13                | 2010     | 21. Juni 2016   | 3 (2012)          | 3        |            |                 |             | 1        |
| 9           | Wiktor Kowalenko         | Schachtar Donezk (I (P))  | 14. Feb. 1996  | 4                     | 0                 | 2016     | 21. Juni 2016   |                   | 2        |            |                 |             |          |
| 14          | Ruslan Rotan             | FK Dnipro (I)             | 29. Okt. 1981  | 88                    | 7                 | 2003     | 21. Juni 2016   | 1 (2012)          | 1        |            |                 |             | 1        |
| 18          | Serhij Rybalka           | Dynamo Kiew (I (M))       | 1. Apr. 1990   | 9                     | 0                 | 2015     | 29. Mai 2016    |                   | 0        |            |                 |             |          |
| 21          | Oleksandr Sintschenko    | FK Ufa (I)                | 15. Dez. 1996  | 4                     | 1                 | 2015     | 21. Juni 2016   |                   | 3        |            |                 |             |          |
| 6           | Taras Stepanenko         | Schachtar Donezk (I (P))  | 8. Aug. 1989   | 30                    | 3                 | 2010     | 21. Juni 2016   |                   | 3        |            |                 |             |          |
| 16          | Serhij Sydortschuk       | Dynamo Kiew (I (M))       | 2. Mai 1991    | 13                    | 2                 | 2014     | 16. Juni 2016   |                   | 2        |            |                 |             | 1        |
| 4           | Anatolij Tymoschtschuk   | FK Qairat Almaty (I (M))  | 30. März 1979  | 143                   | 4                 | 2000     | 21. Juni 2016   | 3 (2012)          | 1        |            |                 |             |          |
| Angriff     |                          |                           |                |                       |                   |          |                 |                   |          |            |                 |             |          |
| 15          | Pylyp Budkiwskyj         | Sorja Luhansk (I)         | 10. März 1992  | 6                     | 0                 | 2014     | 31. März 2015   |                   | 0        |            |                 |             |          |
| 11          | Jewhen Selesnjow         | Schachtar Donezk (I (P))  | 20. Juli 1985  | 51                    | 11                | 2008     | 16. Juni 2016   | 0 (2012)          | 2        |            |                 |             | 1        |
| 8           | Roman Sosulja            | FK Dnipro (I)             | 17. Nov. 1989  | 27                    | 4                 | 2010     | 21. Juni 2016   |                   | 3        |            |                 |             |          |
| Trainer     |                          |                           |                |                       |                   |          |                 |                   |          |            |                 |             |          |
|             | Mychajlo Fomenko         |                           | 19. Sep. 1948  | 24                    | 0                 | ab 2012  |                 |                   | 2        |            |                 |             |          |

### Spieler, die nur im vorläufigen Kader standen
Am 31. Mai 2016 wurden aus dem vorläufigen Kader sechs Spieler gestrichen.
| Position   | Name             | Verein                   | Geburts- Datum | Länderspiel- einsätze | Länderspiel- tore | Debüt | Letzter Einsatz | EM-Spiele |
| ---------- | ---------------- | ------------------------ | -------------- | --------------------- | ----------------- | ----- | --------------- | --------- |
| Abwehr     | Mykyta Kamenjuka | Sorja Luhansk (I)        | 3. Juni 1985   | 1                     | 0                 | 2016  | 24. März 2016   |           |
| Mittelfeld | Oleh Hussjew     | Dynamo Kiew (I (M))      | 25. Apr. 1983  | 98                    | 13                | 2003  | 24. März 2016   | 3 (2012)  |
| Mittelfeld | Maksym Malyschew | Schachtar Donezk (I (P)) | 24. Dez. 1992  | 1                     | 0                 | 2016  | 24. März 2016   |           |
| Mittelfeld | Iwan Petrjak     | Sorja Luhansk (I)        | 13. März 1994  | 1                     | 0                 | 2016  | 24. März 2016   |           |
| Mittelfeld | Jewhen Schachow  | FK Dnipro (I)            | 30. Jan. 1990  | 0                     | 0                 |       |                 |           |
| Angriff    | Artem Krawez     | VfB Stuttgart (I ▼)      | 3. Juni 1989   | 13                    | 4                 | 2011  | 24. März 2016   |           |

Anmerkungen:
1. ↑  Ligastatus 2015/16 in Klammern, E = UEFA-Europa-League-Sieger, M = Meister, P = Pokalsieger
2. 1 2  Stand: 12. Juni 2016
3. Vor der EM 2016
4. 1 2  Als Spieler für die UdSSR

## Endrunde
Bei der am 12. Dezember 2015 stattgefundenen Auslosung der sechs Endrundengruppen war die Ukraine in Topf 2 gesetzt und konnte daher auf Gastgeber Frankreich, Weltmeister Deutschland oder Titelverteidiger Spanien treffen. Zugelost wurden sie der Gruppe C mit Deutschland, auf das sie im ersten Gruppenspiel im Norden Frankreichs trafen. Weitere Gegner auf der Reise vom Norden in den Süden Frankreichs waren EM-Neuling Nordirland und Polen, mit dem sie die vorherige EM zusammen ausrichteten. Gegen Polen hatte die Ukraine bis zur EM eine leicht positive Bilanz: In sieben Spielen gab es drei Siege sowie je zwei Remis und Niederlagen. Zuletzt gewannen sie zweimal in der Qualifikation für die WM 2014 gegen Polen, die aber dann beide verpassten. Die Nordiren waren zuvor viermal Gegner und in vier Spielen gab es zwei Siege gegen sie in der Qualifikation zur WM 1998 und zwei torlose Remis in den Qualifikationsspielen zur EM 2004, die sie aber jeweils beide verpassten. Dagegen ist die Bilanz gegen Deutschland negativ: In drei Heimspielen reichte es nur zu Remis, die beiden Auswärtsspiele wurden verloren. Bei einem großen Turnier traf die Ukraine noch auf keinen der drei Gruppengegner.
Die Ukrainer startete mit einem 0:2 gegen Deutschland, konnten den Weltmeister dabei aber nach frühem Rückstand zeitweise in Bedrängnis bringen und mussten das letzte Tor erst in der Nachspielzeit durch den eine Minute zuvor eingewechselten Bastian Schweinsteiger hinnehmen, der einen Konter in der finalen Drangphase der Ukrainer erfolgreich abschloss. Danach verloren sie erstmals gegen die Nordiren –  ebenfalls mit 0:2 – und hatten damit keine Chance mehr das Achtelfinale zu erreichen. Im letzten Spiel mussten sie dann auch noch hinnehmen, dass die Polen durch einen 1:0-Sieg ihre Bilanz gegen die Ukrainer ausgleichen konnten. Die Ukrainer schieden damit als einzige Mannschaft ohne Punkt und Tor aus.
Durch die EM-Spiele verlor die Ukraine in der FIFA-Weltrangliste 93 Punkte und elf Plätze, zusammen mit Österreich die meisten aller EM-Teilnehmer.
| Pl. | Land        | Sp. | S | U | N | Tore    | Diff. | Punkte |
| --- | ----------- | --- | - | - | - | ------- | ----- | ------ |
| 1.  | Deutschland | 3   | 2 | 1 | 0 | 003:000 | +3    | 07     |
| 2.  | Polen       | 3   | 2 | 1 | 0 | 002:000 | +2    | 07     |
| 3.  | Nordirland  | 3   | 1 | 0 | 2 | 002:200 | ±0    | 03     |
| 4.  | Ukraine     | 3   | 0 | 0 | 3 | 000:500 | −5    | 0      |

|                                                              |   |            |           |
| So., 12. Juni 2016 um 21:00 Uhr in Villeneuve-d’Ascq (Lille) |   |            |           |
| Deutschland                                                  | – | Ukraine    | 2:0 (1:0) |
| Do., 16. Juni 2016 um 18:00 Uhr in Décines-Charpieu (Lyon)   |   |            |           |
| Ukraine                                                      | – | Nordirland | 0:2 (0:0) |
| Di., 21. Juni 2016 um 18:00 Uhr in Marseille                 |   |            |           |
| Ukraine                                                      | – | Polen      | 0:1 (0:0) |